# サイコロ遊びをする人々
『サイコロ遊びをする人々』（サイコロあそびをするひとびと、仏: Les Joueurs de dé、英: The Dice Players）は、17世紀フランスの巨匠ジョルジュ・ド・ラ・トゥールがキャンバス上に油彩で制作した風俗画である。様式的な特徴からラ・トゥールの晩年の1650年ごろの作品と考えられる。1930年にアニー・エリザベス・クリーファン (Annie Elizabeth Clephan) によりイギリスのストックトン＝オン＝ティーズにあるプレストン・パーク美術館 (Preston Park Museum) に遺贈された作品であるが、1972年2月にロンドンの美術品競売商クリストファー・ウッドが同美術館で発見し、ジョルジュ・ド・ラ・トゥールの作品であると認められた。

## 作品
本作が発見された1972年2月、イギリスの美術史家ベネディクト・ニコルソンとクリストファー・ライトはすぐさまラ・トゥールの作品であると断定し、この発見は世界中の新聞で報道された。そのときまで、複数の人物が描かれたラ・トゥールの「ロウソクの作品」には『羊飼いの礼拝』 (ルーヴル美術館、パリ) など宗教的な主題のものしか存在しなかった。

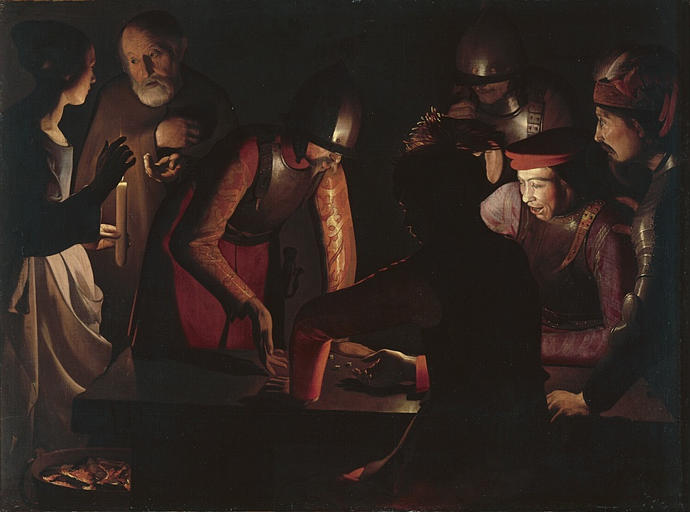
ジョルジュ・ド・ラ・トゥール『聖ペテロの否認』 (1650年)、ナント美術館

この絵画には、サイコロで遊ぶ3人の若い兵士と2人の見物人が描かれており、見物人の1人は、兵士の1人から何かを盗もうとしているように見える。画面は、暗闇の部分と光の当たっている部分のコントラストが非常にはっきりとしている。人物の鮮明な輪郭などの様式は、1650年という年代が記されたナント美術館の『聖ペテロの否認』と同じくラ・トゥール晩年の作品の特徴である。しかし、本作は仕上がりに一貫性がないため、ラ・トゥールの息子エティエンヌとの共同で制作されたと主張する研究者もいる。